# Frostman Glacier
Frostman Glacier är en glaciär i Antarktis. Den ligger i Västantarktis. Inget land gör anspråk på området. Frostman Glacier ligger 248 meter över havet.
Terrängen runt Frostman Glacier är varierad. Havet är nära Frostman Glacier norrut.  Trakten är obefolkad. Det finns inga samhällen i närheten.